# Blue Dream Melody
Die Blue Dream Melody ist ein Kreuzfahrtschiff der chinesischen Reederei Blue Dream Cruises. Bis 2023 war sie im Besitz der Carnival Corporation & plc und von Mai 2002 bis 2023 war sie für die speziell auf den deutschen Markt ausgerichtete Konzernmarke AIDA Cruises eingesetzt worden. Sie war das zweite Schiff der AIDA-Flotte und entstand bei Aker MTW in Wismar. Die ehemalige AIDAvita ist baugleich mit der AIDAaura, ihrem um ein Jahr jüngeren Schwesterschiff.
Die AIDAvita zählte ab November 2004 zur Flotte der Costa Crociere in Genua, die als Südeuropavertretung des Carnival-Konzerns die Marken „AIDA Cruises“ und „Costa Kreuzfahrten“ gemeinsam steuert. Den operativen Schiffsbetrieb verantwortete ab Juli 2015 die in Hamburg neu gegründete Tochtergesellschaft Carnival Maritime GmbH.
Nach der Außerdienststellung für AIDA Cruises lag das Schiff in Tallinn auf, wo es im März 2023 zunächst an die auf den Marshallinseln registrierte Reederei Beta Marine verkauft, nach Liberia umgeflaggt und in Avitak umbenannt wurde. Nach einem Umbau wird das Schiff seit 2024 als Blue Dream Melody für die chinesische Reederei Blue Dream Cruises eingesetzt.

## Geschichte

### Auftrag und Bau
Der Firmenverbund um die nach der Wiedervereinigung privatisierte Deutsche Seereederei in Rostock, der ab 1994 im deutschen Touristikgeschäft den Versuch unternahm, das Konzept von Club-Urlaub auf Schiffsreisen zu übertragen, stand mit seiner neu geschaffenen Marke AIDA und dem ersten gleichnamigen Schiff Ende der 1990er Jahre kurz vor dem Konkurs. Die innerhalb des Verbunds im Jahr 1999 federführende Arkona Touristik GmbH überließ daher ihr Kreuzfahrtgeschäft an ein Joint-Venture unter Führung der P&O in London. Unmittelbar zum Vertragsschluss wurde auch gleich der Neubau von zwei weiteren Schiffen für den Ausbau der Marke beauftragt.
Der neue Eigentümer P&O hatte das Joint-Venture über einen Aktientausch bereits vollständig übernommen, noch bevor das erste der beiden neuen Schiffe, die AIDAvita, durch die Aker MTW Werft übergeben wurde. Patin bei der Taufzeremonie auf der Warnow in Warnemünde am 4. Mai 2002 war Doris Schröder-Köpf, die Gattin des damaligen Bundeskanzlers. Für das Unterhaltungsprogramm während der Zeremonie sorgten die Popstars DJ Bobo und No Angels.
Im Zuge der Ausgründung sämtlicher Kreuzfahrtaktivitäten der P&O auf die P&O Princess Cruises International Ltd. wurde diese im Schiffsregister am 30. April 2002 auch als neuer Eigentümer der AIDAvita eingetragen. Ab Februar 2004 gehörte das Schiff dann der Carnival plc. in welche sich P&O Princess Cruises umbenannt hatte, um gemeinsam mit der amerikanischen Carnival Corporation den heutigen Weltmarktführer Carnival Corporation & plc zu bilden.
Ende 2004 wurden die AIDA-Flotte und die Markenverantwortung von Carnival plc. innerhalb des Konzerns an Costa Crociere nach Genua übertragen und die Schiffe von der englischen auf die italienische Flagge umgeflaggt.

### Einsatz
Am 17. Mai 2002 startete das Schiff zu seiner Jungfernfahrt von Hamburg nach Iraklio, Griechenland.
Ab 2004 wurde die AIDAvita in den Wintermonaten in der Karibik und im Sommer vorwiegend im Mittelmeer eingesetzt.
Im Sommer 2016 und 2017 befuhr die AIDAvita ab Kiel nordeuropäische Gewässer mit 14-tägigen Routen nach Island, Norwegen, zu den Britischen Inseln und in die Ostsee. Im Winter 2016/2017 wurden wie in den Jahren zuvor zwei Routen ab Miami angeboten: Eine 10-tägige Reise führte in die östliche Karibik und nach Florida, eine elftägige Reise in den Golf von Mexiko und die Südstaaten.
Bis Februar 2020 war sie im Winter in Südostasien unterwegs.

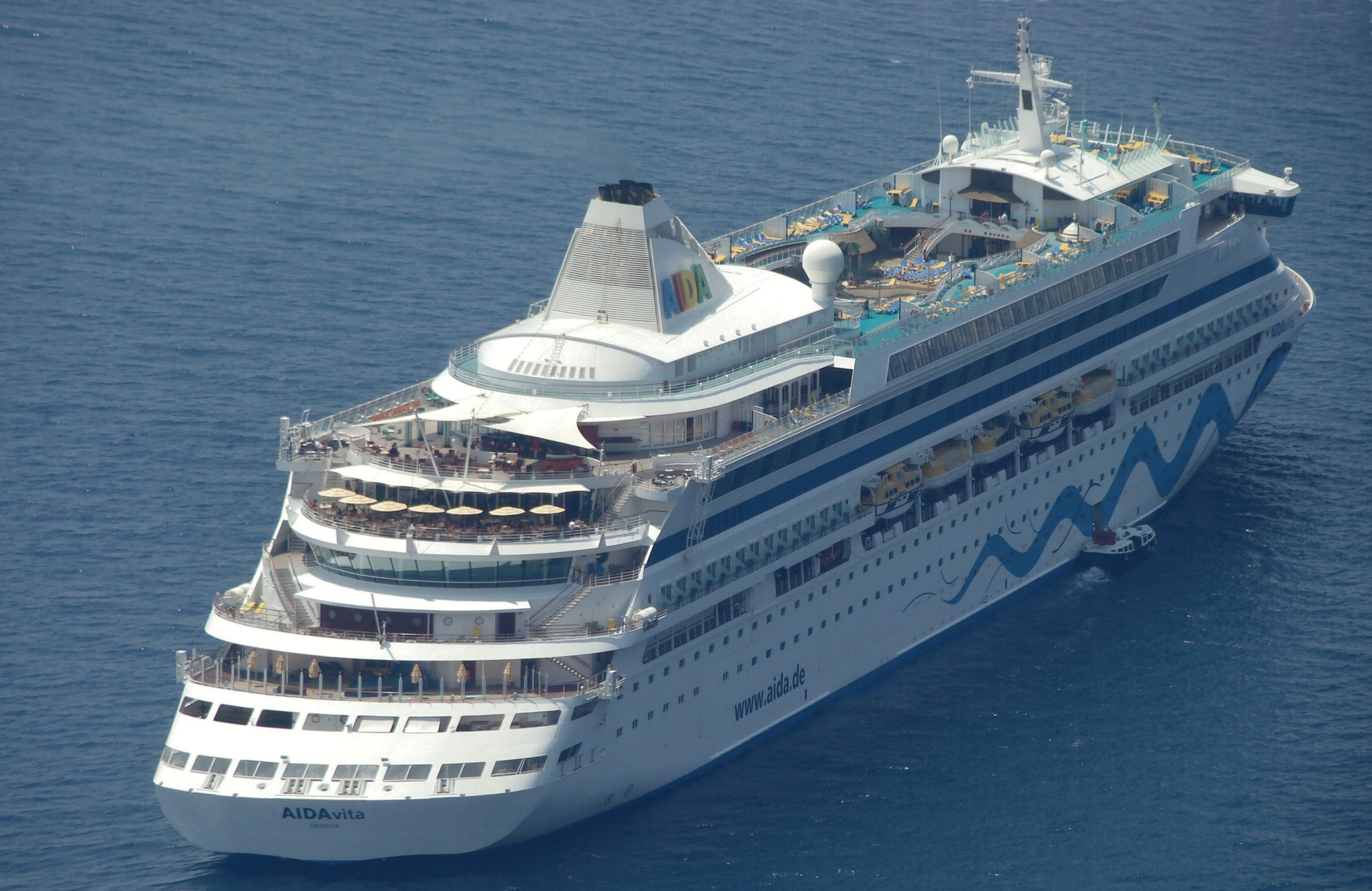
AIDAvita auf Reede vor Santorin

Während der Corona-Pandemie war die AIDAvita in Dubai, ab Sommer 2021 in Marseille und später in Tallinn aufgelegt. Im Juni 2022 kündigte AIDA Cruises an, keine Kreuzfahrten mit diesem Schiff mehr anzubieten.

### Umbauten
Im Dezember 2011 wurde die AIDAvita in Neapel in der Werft Cantieri del Mediterraneo umgebaut und renoviert. Neben den normalen Erneuerungen wurde für Kinder ein Clubbereich eingerichtet, eine Kunstgalerie eröffnet, die Anytime Bar komplett erneuert und der Body & Soul-Bereich mit neuen Fitnessgeräten ausgestattet.
Vom 3. bis 9. November 2014 wurden am Schiff während eines routinemäßigen Aufenthalts im Trockendock auf der gleichen Werft die ersten Installationsarbeiten zur Nachrüstung mit einem auch als „Scrubber“ bezeichneten, mehrstufigen Filtersystem durchgeführt. Damit war die AIDAvita das dritte Schiff der AIDA-Flotte, das mit dieser Technik zur Abgasentschwefelung ausgestattet wurde. Zum 20. Geburtstag der Marke AIDA im Juni 2016 kündigte AIDA Cruises das „Selection“-Programm, bestehend aus der AIDAcara, der AIDAvita und der AIDAaura, an.
Für das Frühjahr 2020 war ein kurzer Werftaufenthalt vorgesehen, zuerst in Singapur, dann in Dubai.

### Außerdienststellung und Verkauf
Im Juni 2022 gab AIDA Cruises bekannt, das Schiff zukünftig nicht mehr einzusetzen, im Februar 2023 wurde der beabsichtigte Verkauf des Schiffs bekannt, das zuvor nach Portugal umgeflaggt worden war. Bedingt durch die COVID-19-Pandemie hatte das Schiff zu diesem Zeitpunkt bereits rund drei Jahre keine Passagiere mehr an Bord genommen. Das Schiff wurde daraufhin im Hafen von Tallinn aufgelegt, in Avitak umbenannt und war seither unter der Flagge Liberias registriert. Als neuer Besitzer war die Firma Beta Marine im Schiffsregister eingetragen.
Im Januar 2024 wurde bekannt, dass das Schiff von China Development Bank gekauft wurde. Es soll künftig unter dem Namen Blue Dream Melody an Blue Dream Cruises, die Reederei der Blue Dream Star, verchartert und auf dem chinesischen Markt eingesetzt werden. Am 24. Januar 2024 verließ die Avitak aus eigener Kraft den Hafen von Tallinn in Richtung China, wo es zunächst einem Werftaufenthalt und Umbau unterzogen wurde. Von der chinesischen Reederei Blue Dream Cruises wird es seitdem ab Shanghai eingesetzt.

## Historische Ausstattung des Schiffes unter AIDA Cruises
Die Bordeinrichtung der Blue Dream Melody hat sich inzwischen verändert, da unter anderem Blue Dream Cruises seit der Übernahme von AIDA Cruises einige Umbaumaßnahmen durchführte.

Im Folgenden wird die ehemalige Bordeinrichtung beschrieben, wie sie war, als das Schiff noch als AIDAvita für AIDA Cruises im Einsatz war.

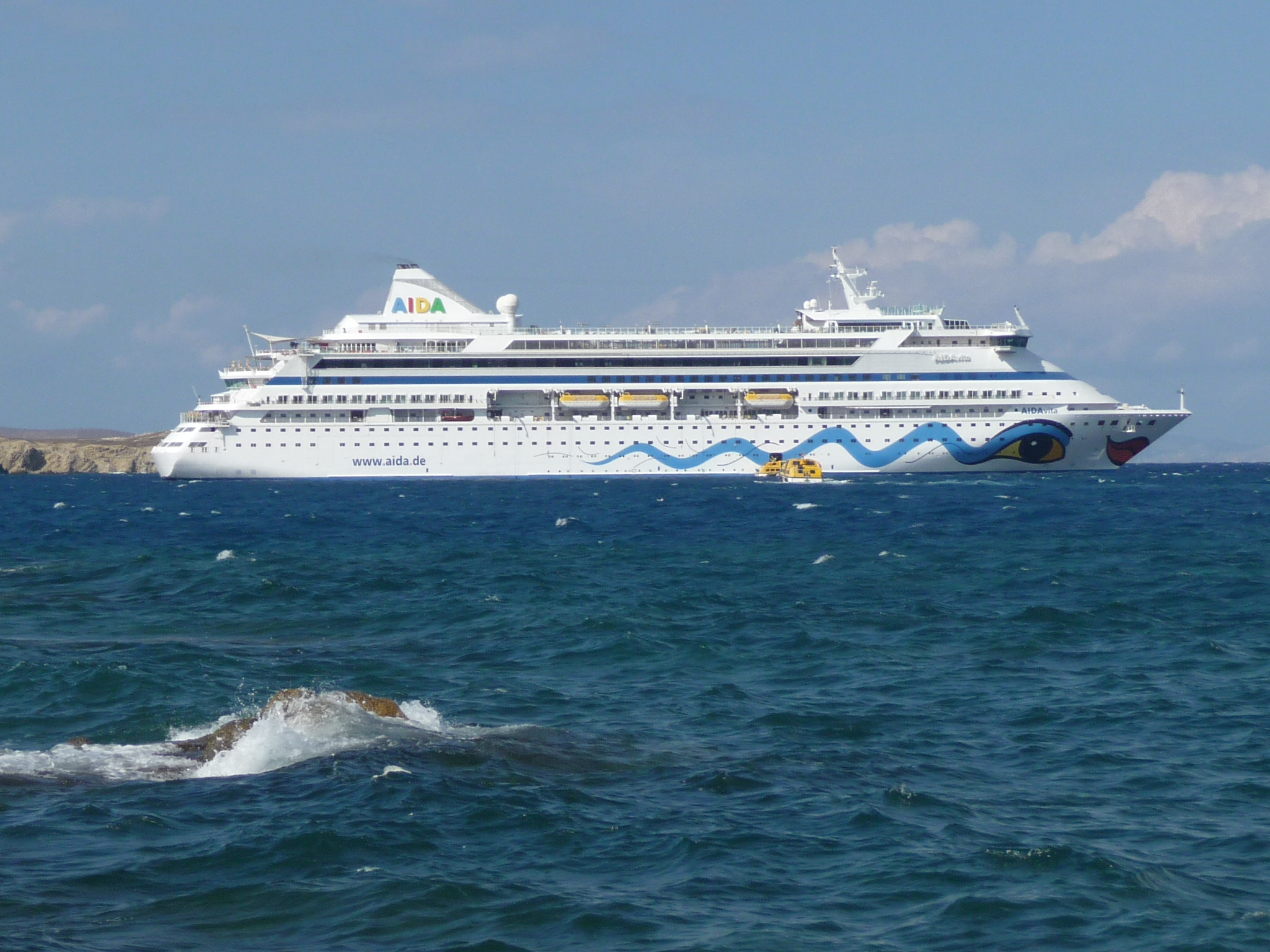
AIDAvita auf Reede vor Mykonos

### Öffentliche Bereiche
| Restaurants        | 3        |
| Restaurantfläche   | 2.443 m² |
| Bars               | 5        |
| Body & Soul        | 1.200 m² |
| Fläche Sonnendecks | 3.450 m² |

### Decks
- Auf Deck 3 befindet sich die Tenderpforte (Ausstieg zur Pier oder Einstieg in die Tenderboote). Wie auf dem Schwesterschiff ist dort auch das Hospital sowie die Lager für Fahrrad- und Tauchausrüstung. Zudem befinden sich auf Deck 3 sechs Passagierkabinen und Bereiche für die Besatzung.
- Auf Deck 4 befinden sich Innen- und Außenkabinen. Auf diesem Deck liegt im Achterbereich (Heck) die Mooringstation, die nur für das Personal zugänglich ist.
- Auf Deck 5 befinden sich weitere Innen- und Außenkabinen. Im Achterschiff findet man das für Passagiere nicht zugängliche Deck für Besatzungsmitglieder.
- Auf Deck 6 befinden sich weitere Kabinen unterschiedlicher Kategorien. Auf diesem Deck gibt es keine Balkonkabinen wegen eines Außenbereichs mit Reling. Über diesem sind die Tender- bzw. Rettungsboote untergebracht. Auf Deck 6 befindet sich mittig des Schiffes die Rezeption mit Reise-Service und der Internet-Corner. Am Heck ist der Kids Club mit eigenem Kinderpool zu finden.
- Auf Deck 7 befinden sich die Balkonkabinen sowie weitere Außenkabinen mit durch die Anbringung der Tender- und Rettungsboote eingeschränkter Sicht. Im Bugbereich liegen zwei Suiten mit privatem Sonnendeck. Im Heckbereich des Schiffes ist die Ocean Bar.
- Ab Deck 8 gibt es keine Kabinen mehr. Im Bugbereich befindet sich das Theater. Beim Theatereingang befindet sich der Fotoshop, die „AIDA Kunstgalerie“, mit Werken von nationalen und internationalen Künstlern wie Janosch, James Rizzi, Udo Lindenberg und Robert Nippoldt, ein Seminarraum und das TV-Studio, in dem der bordeigene Sender produziert wird. Im mittleren Teil des Schiffes befindet sich die sternförmige AIDA Bar, das bediente Restaurant (Selection Restaurant) und der Schiffsladen. Im Heckbereich ist ein Buffet-Restaurant (Markt-Restaurant) untergebracht.
- Auf Deck 9 befindet sich im Bug die zweite Etage des Theaters. Im mittleren Teil des Decks findet der Gast Fitnesseinrichtungen, den Beautysalon, und den Golfsimulator. Im Heckbereich befindet sich das zweite Buffet-Restaurant (Calypso) und die Nightfly Bar.

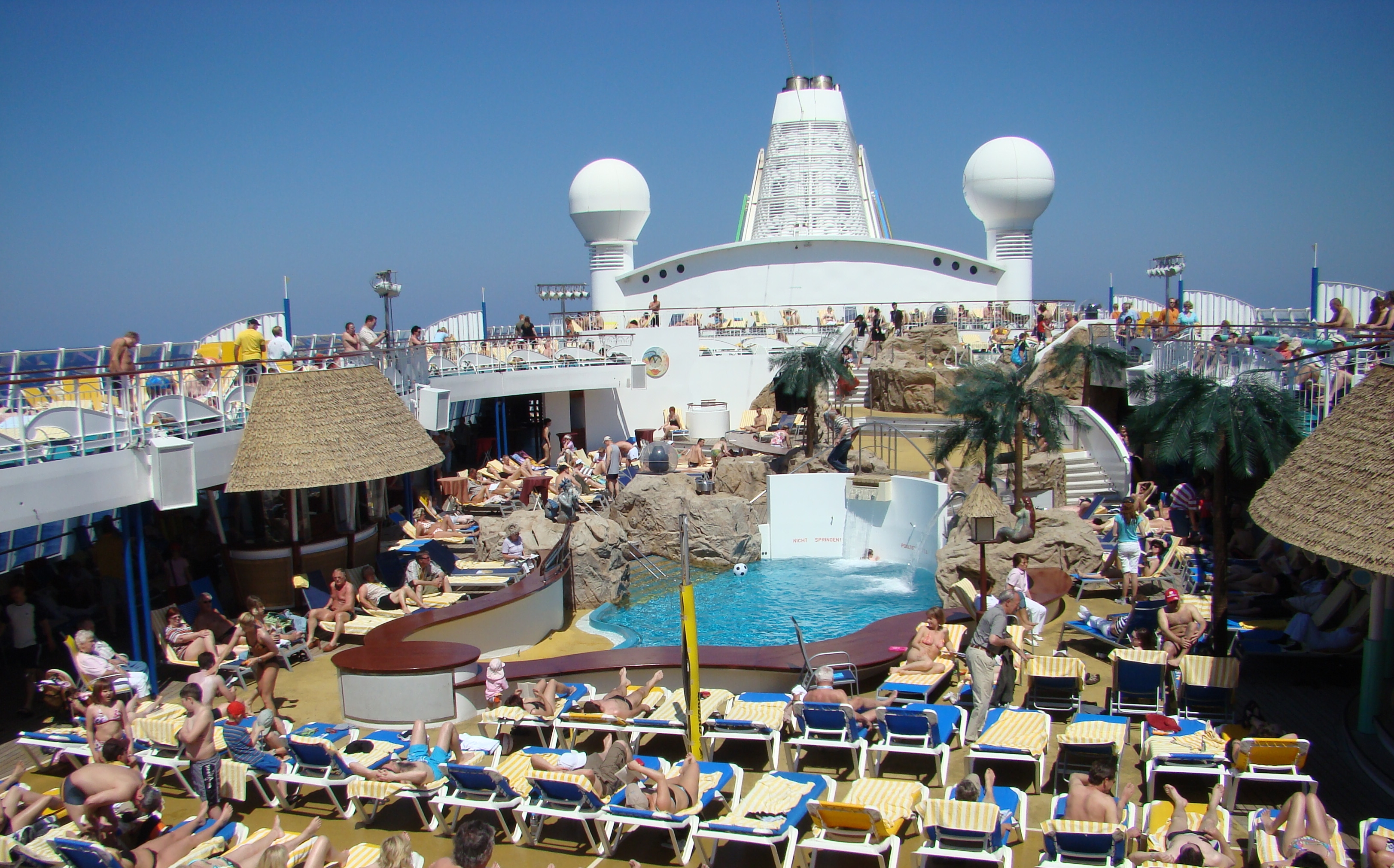
Deck 10 der AIDAvita

- Ab Deck 10 beginnt der Außenbereich der AIDAvita. Dort befindet sich das Volleyballfeld und ein Basketballkorb sowie der Poolbereich mit zwei Whirlpools und Bühne. Am Achterschiff befindet sich die Hemingway Lounge und gleich daneben die Disco Anytime Bar. Auf Deck besteht auch die Möglichkeit Shuffleboard zu spielen. Im Bug von Deck 10 ist der Club für Teenager und die Kommandobrücke, die für Passagiere nicht zugänglich ist.
- Das Deck 11 umrandet den Poolbereich und bietet weitere Liegeplätze für die Gäste. Im vorderen Bereich befindet sich der Wellness-Bereich. Im Heckbereich ist der Joggingparcour rund um den Schornstein der AIDAvita angebracht.
- Deck 12 bietet bei den Hafenein- und -ausfahrten den besten Ausblick. Während des Tages befindet sich dort der FKK-Bereich.

## Zwischenfälle
Bei einer Ostseekreuzfahrt der AIDAvita im Mai 2016 kam es zu einem gehäuften Auftreten von Magen-Darm-Beschwerden unter den Passagieren. Die Angaben zur Anzahl der Betroffenen schwanken zwischen 5 und 200. Das Auftreten des Norovirus wurde von der Reederei an die Behörden gemeldet, was nur vorgeschrieben ist, wenn mehr als 2 Prozent der Passagiere betroffen sind. Die Gäste mussten das Schiff nach der Ankunft in Kiel früher als geplant verlassen, es wurde dann desinfiziert und die neuen Gäste konnten erst mit Verspätung an Bord gehen.